# Hilda Lawrence
Pour les articles homonymes, voir Lawrence.
Hilda Lawrence, née à Baltimore, Maryland, en 1906 et décédée à New York en 1976, est une auteure américaine de roman policier.

## Biographie
Après ses études, elle devient lectrice pour aveugles avant d’entrer à la rédaction chez Macmillan Publishers, puis chez d’autres éditeurs. Elle se fait également un nom dans le milieu de la radio en écrivant des scripts, notamment pour le Rudy Vallee Show. Elle épouse en 1924 l’auteur dramatique Reginald Lawrence de qui elle divorcera, conservant toutefois le patronyme de son époux pour signer des romans policiers.
Dans sa série de trois titres mettant en scène le détective privée Mark East et les demoiselles Beulah Pond et Bessy Petty, elle parvient à rapprocher, non sans humour, l’univers du roman noir à la Dashiell Hammett de celui du whodunit à la Agatha Christie. En effet, les deux vieilles filles, qui semblent des cousines américaines de Miss Marple, viennent prêter main-forte dans ses enquêtes à ce dur-à-cuire new-yorkais qui rappelle parfois le Continental Op.
Hilda Lawrence a également publié en 1949 deux courts thrillers :  Le Chien du manoir et Jeux de mains. Ce dernier texte est adapté en 1963 par la télévision américaine dans le cadre de la série Suspicion (The Alfred Hitchcock Hour).

## Œuvre

### Romans

#### SérieMark East, Miss Beulah Pond et Miss Bessy Petty
- Blood upon the Snow (1944) Publié en français sous le titre Sang sur la neige, Lyon, Optic, 1946 ; réédition, Paris, Librairie des Champs-Élysées,  Le Masque no 2285, 1996
- A Time to Die (1945) Publié en français sous le titre Un temps pour mourir, Lyon, Optic, 1946 ; réédition, Paris, Librairie des Champs-Élysées, Le Masque no 2366, 1998
- Death of a Doll (1947)

#### Autre roman
- The Pavilion ou The Deadly Pavilion (1946) Publié en français sous le titre Le Pavillon, Lyon, Optic, 1946 ; réédition, Paris, Librairie des Champs-Élysées, Le Masque no 2230, 1995

#### Courts romans[1]
- Death Has Four Hands ou Composition for Four Hands (1949) Publié en français sous le titre Jeux de mains, Paris, Gallimard, Série blême no 8, 1950 ; réédition, Paris, Gallimard, Série noire no 1115, 1967 ; réédition, Paris, Librairie des Champs-Élysées, Le Masque no 2160, 1993 Publié en français dans une autre traduction sous le titre Composition à quatre mains, dans Les Meilleures Histoires de suspense, Paris, Robert Laffont, 1962
- The Bleeding House ou The House (1949) Publié en français sous le titre Le Chien du manoir, Paris, Gallimard, Série blême no 11, 1950 ; réédition, Paris, Librairie des Champs-Élysées, Le Masque no 2201, 1994

### Nouvelles
- Nobody Dies But Strangers (1951)
- A Roof in Manhattan (1957)

## Adaptation
- 1963 : The Long Silence, épisode 25, saison 1, de la série télévisée Suspicion, scénario de Charles Beaumont, d'après Jeux de mains.

## Sources
- Claude Mesplède (dir.), Dictionnaire des littératures policières, vol. 2 : J - Z, Nantes, Joseph K, coll. « Temps noir », 2007, 1086 p. (ISBN 978-2-910-68645-1, OCLC 315873361), p. 153-154.
- Claude Mesplède et Jean-Jacques Schleret, SN, voyage au bout de la Noire : inventaire de 732 auteurs et de leurs œuvres publiés en séries Noire et Blème : suivi d'une filmographie complète, Paris, Futuropolis, 1982 (OCLC 11972030), p. 229-230.